# Alfonso García Robles
Alfonso García Robles (20. března 1911 – 2. září 1991) byl mexický diplomat a politik, který roku 1982 získal společně s Alvou Myrdalem Nobelovu cenu míru.

## Biografie
Narodil se ve městě Zamora v mexickém státě Michoacán a vystudoval právo na Universidad Nacional Autónoma de México (UNAM). V roce 1939 vstoupil do diplomatických služeb své země a v roce 1945 byl mexickým delegátem na Sanfranciské konferenci, která dala vzniknout Organizaci spojených národů (OSN). V letech 1962 až 1964 zastával post mexického velvyslance v Brazílii a v letech 1964 až 1970 působil jako státní sekretář na mexickém ministerstvu zahraničních věcí. V letech 1971 až 1975 byl mexickým zástupcem v OSN, načež působil ve funkci ministra zahraničních věcí (1975–1976). Poté byl jmenován stálým mexickým zástupce v Komisi o odzbrojení.
Nobelovu cenu získal za svou vůdčí roli při schválení smlouvy z Tlatelolca, která vytvořila bezjadernou zónu v Latinské Americe a Karibiku. Dohoda byla podepsána roku 1967 většinou států regionu, i když některým státům trvalo delší dobu, než dohodu nakonec ratifikovaly.
V roce 1972 byl přijat do Colegio Nacional, což je čestná mexická akademie.